# Akathiyoor
Akathiyoor è una suddivisione dell'India, classificata come census town, di 5.273 abitanti, situata nel distretto di Thrissur, nello stato federato del Kerala. In base al numero di abitanti la città rientra nella classe V (da 5.000 a 9.999 persone).

## Geografia fisica
La città è situata a 10° 40' 43 N e 76° 05' 20 E.

## Società

### Evoluzione demografica
Al censimento del 2001 la popolazione di Akathiyoor assommava a 5.273 persone, delle quali 2.503 maschi e 2.770 femmine. I bambini di età inferiore o uguale ai sei anni assommavano a 548, dei quali 280 maschi e 268 femmine. Infine, coloro che erano in grado di saper almeno leggere e scrivere erano 4.454, dei quali 2.126 maschi e 2.328 femmine.